# Agenda Internacional para la Conservación en los Jardines Botánicos
La Agenda Internacional para la Conservación en los Jardines Botánicos (International Agenda for Botanic Gardens in Conservation) es un marco de la política a seguir por los jardines botánicos de todo el mundo para contribuir a la conservación de la biodiversidad, particularmente se relaciona pues, con la puesta en práctica de la convención sobre diversidad biológica.

## Historia
En 1985 se llevó a cabo el "Primer Congreso Botánico Internacional de la Conservación en los Jardines Botánicos" en Las Palmas de Gran Canaria, España, con el tema de "Botanic Gardens and the World Conservation Strategy" ("Jardines Botánicos y la Estrategia Mundial de la Conservación"). 
Su objetivo era considerar cómo los jardines botánicos del mundo podrían ser motivados y coordinados para proporcionar una nueva fuerza para la conservación de las plantas. En el congreso se perfiló el primer bosquejo de una nueva estrategia botánica internacional de la conservación en los jardines botánicos. 
Después de este primer congreso fue creado el BGCI en sí mismo para proporcionar una secretaría que promoviera la ayuda y coordinara el papel de jardines botánicos en la conservación de las plantas y para dirigir su puesta en práctica. 
En 1989 fue publicada la estrategia botánica de la conservación de los jardines botánicos, que se convirtió rápidamente en una guía influyente para los jardines botánicos para el desarrollo de las acciones de la conservación de las plantas. Esa estrategia alcanzó claramente sus objetivos.
En el año 1998 en el "5º Congreso Botánico Internacional de los Jardines Botánicos" en Ciudad del Cabo, Sudáfrica, el BGCI lanzó un proceso para preparar la nueva estrategia internacional para los jardines botánicos. Se recibieron adhesiones de unas 200 instituciones e individuos, que fueron utilizadas para ayudar a bosquejar el texto de la agenda internacional. Un primer bosquejo también fue enviado a todos los que hicieron sumisiones, así como a todos los jardines botánicos miembros del BGCI para recabar sus opiniones para incorporarlas a las revisiones finales.
En el año 2000 y propiciado por el BGCI, Peter Wyse Jackson presentó la nueva "International Agenda for Botanic Gardens in Conservation" en el "1st World Botanic Gardens Congress" ("Primer Congreso Mundial de Jardines Botánicos"), en Asheville EE. UU.. El texto completo se puede leer en 9 idiomas.
Actualmente (2007) hay 432 jardines botánicos de todo el mundo que ya han firmado esta convención.

## Objetivos
La Agenda Internacional para la Conservación en los Jardines Botánicos se ha marcado en su estrategia, los siguientes objetivos a cumplir :
- Proporcionar un marco global común para las políticas, los programas y las prioridades en la conservación del biodiversidad en los jardines botánicos.
- Definir el papel de los jardines botánicos en el desarrollo de las sociedades y de efectuar alianzas globales para la conservación de la biodiversidad.
- Para estimular la evaluación y el desarrollo de las políticas y de las prácticas de la conservación en jardines botánicos para realzar su eficacia y su eficiencia.
- Desarrollar los medios de supervisión y registrar las acciones emprendidas por los jardines botánicos en la conservación - ayudando a fijar objetivos y a evaluar si estamos alcanzando esos objetivos por primera vez.
- Promover el papel de los jardines botánicos en la conservación e incrementar el conocimiento global de la importancia de jardines botánicos.
- Proporcionar la dirección para los jardines botánicos en la conservación, en las ediciones más actualizadas.